# گورسکی
گورسکی (روسی: Киностудия имени Горького) شرکت رسانه‌ای روسی است، که در سال ۱۹۱۵ تأسیس شد.